# Giovanni Antonio Sintich
Giovanni Antonio Sintich (o Giannantonio Sintich, in croato Ivan Antun Sintić; Veglia, 13 ottobre 1754 – 9 maggio 1837) è stato un vescovo cattolico e letterato dalmata, abate di Santa Lucia di Besca.

## Biografia
Studiò diritto canonico e civile a Padova, ove conseguì il dottorato nel 1783. A Roma prestò servizio presso l'ambasciata di Venezia presso la Santa Sede e fu anche membro della confraternita di San Girolamo dei Croati. Durante il suo soggiorno a Roma scrisse due libri in un clima di opposizione al giansenismo: La dottrina cattolica delle indulgenze difesa contro alcuni libri ultimamente pubblicati a danno della verità e a pregiudizio de' buoni fedeli e Il Breviario romano difeso e giustificato.

### Attività pastorale

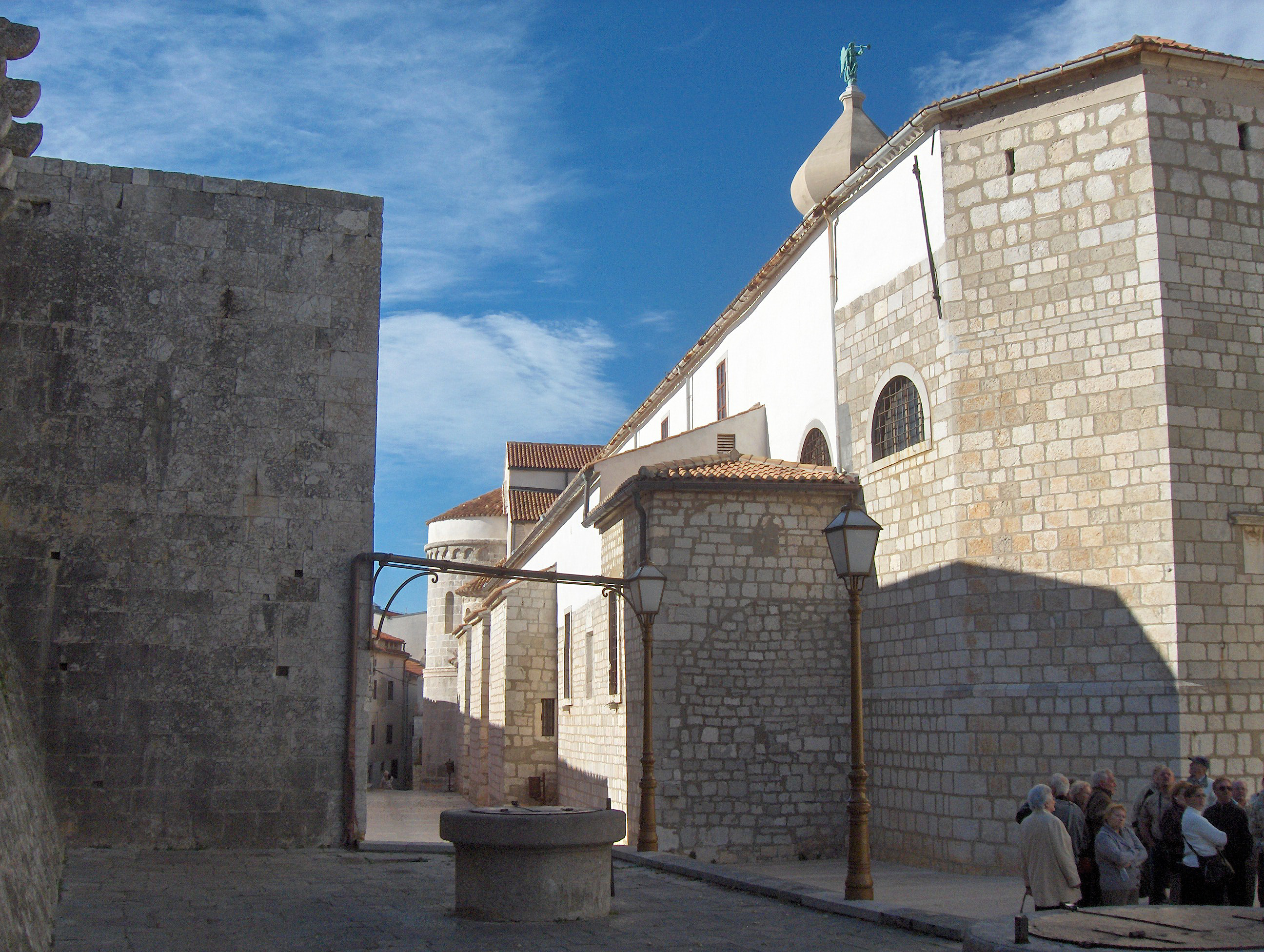
Cattedrale dell'Assunzione della Beata Vergine Maria, Veglia

Il 3 dicembre 1792 fu nominato vescovo di Veglia da papa Pio VI e ricevette la consacrazione episcopale il successivo 9 dicembre per mano del cardinale presbitero dei Santi Nereo e Achilleo Luigi Valenti Gonzaga, con co-consacranti Carlo Crivelli, arcivescovo titolare di Patrasso, e Francesco Saverio Cristiani, vescovo di Porfireone.
Nel 1796, redasse un rapporto dopo la sua visita alle chiese della diocesi di Veglia, suddiviso in cinque parti e affrontante questioni religiose, demografiche ed economiche. Il documento analizza lo stato materiale della diocesi alla fine del XVIII secolo e ha come obiettivo il miglioramento delle condizioni economiche e materiali delle parrocchie, con l’intento di creare una comunità cristiana unita sotto l’autorità vescovile. Sintich cercava anche di rafforzare la consapevolezza dei diritti del clero, promuovendo un ambiente armonioso nel servizio divino. Il rapporto rappresenta un tentativo sistematico di migliorare la situazione religiosa nella diocesi, seguendo metodi tradizionali e criteri stabiliti nel Pontificale Romanum.
Con la bolla Locum beati Petri del 30 giugno 1828 le diocesi di Ossero e di Arbe furono soppresse da papa Leone XII e annesse alla diocesi di Veglia. In particolare la bolla fu resa esecutiva ad Arbe il 28 marzo 1830. Sintich, nella qualità di vescovo di Veglia, divenne amministratore delle diocesi soppresse. A quell'epoca l'intera Dalmazia faceva parte dell'Impero d'Austria.
Fu un sostenitore convinto della casa d'Austria, e per questo era stato duramente punito dal governo francese. Dopo aver trascorso oltre un anno rinchiuso in un convento a Ragusa, tornò nell'isola di Veglia, dove viveva principalmente nella sua proprietà in località Canait.
Sintich si distinse per il suo impegno nella promozione di un unguento vegetale a base di Aster atticus (Astro montano, pianta del genere Aster), noto per le sue proprietà curative contro i morsi di serpente. Sintich raccolse informazioni e sperimentò l'unguento. Nel 1818 scrisse un opuscolo sulla lavorazione della pianta e le istruzioni per l'uso del medicinale, che il locale governo austriaco diffuse tra i medici locali. L'efficacia dell'unguento venne messa in discussione diversi anni più tardi.

## Opere
- (IT, LA) La dottrina cattolica delle indulgenze difesa contro alcuni libri ultimamente pubblicati a danno della verità e a pregiudizio de' buoni fedeli, Foligno, Giovanni Tomassini, 1789, SBN UM1E013929.
- Esame di un giovane ecclesiastico sopra il libro intitolato Annotazioni sopra le annotazioni pacifiche di un parroco cattolico ec, 1789, SBN RMLE041863.
- Il Breviario romano difeso e giustificato contro il libro intitolato Lettera responsiva di un parroco fiorentino alla lettera di un parroco pistojese, ec, 1790, SBN UM1E014978.
- (LA) Ordo divini officii ac Missae celebrandae ad usum Diocesis Vegliensis, Trieste, Topographia Marenigh, 1833, SBN TSA1403099.

## Genealogia episcopale
La genealogia episcopale è:
- Cardinale Scipione Rebiba
- Cardinale Giulio Antonio Santori
- Cardinale Girolamo Bernerio, O.P.
- Arcivescovo Galeazzo Sanvitale
- Cardinale Ludovico Ludovisi
- Cardinale Luigi Caetani
- Cardinale Ulderico Carpegna
- Cardinale Paluzzo Paluzzi Altieri degli Albertoni
- Papa Benedetto XIII
- Papa Benedetto XIV
- Papa Clemente XIII
- Cardinale Luigi Valenti Gonzaga
- Vescovo Giovanni Antonio Sintich